# الرملية
الرملية إحدى قرى مركز طنطا التابع لمحافظة الغربية بجمهورية مصر العربية.

## التعليم
تصل نسبة الأمية في القرية إلى 44.18% بين من تجاوزوا العاشرة من عمرهم، بينما تصل نسبة من حصلوا على تعليم جامعي إلى 1.39% من جملة السكان.

## السكان
بلغ عدد سكان الرملية 1427 نسمة حسب تقدير عام 2018.
| السنة  | 1976 | 1986 | 1996 | 2006  | 2018 |
| ------ | ---- | ---- | ---- | ----- | ---- |
| القرية | 1201 | 1626 | 1955 | 2,270 | 1427 |